# Новий Мир (Нікопольський район)
Но́вий Мир — село в Україні, у Нікопольському районі Дніпропетровської області. Входить до складу Мирівської сільської громади.
До 2017 року орган місцевого самоврядування — Виводівська сільська рада. Населення — 119 мешканців.

## Географія
Село Новий Мир знаходиться на відстані 3 км від сіл Новоукраїнка, Запорізьке, Долинське, Глухе. По селу протікає пересихаючий струмок.

### Гостра могила
Біля села знаходиться Гостра могила, скіфський курган 4 століття до нашої ери 

## Інтернет-посилання
- Погода в селі Новий Мир